# Dysoxylum magnificum
Dysoxylum magnificum är en tvåhjärtbladig växtart som beskrevs av D.J. Mabberley. Dysoxylum magnificum ingår i släktet Dysoxylum och familjen Meliaceae. Inga underarter finns listade i Catalogue of Life.